# Witan

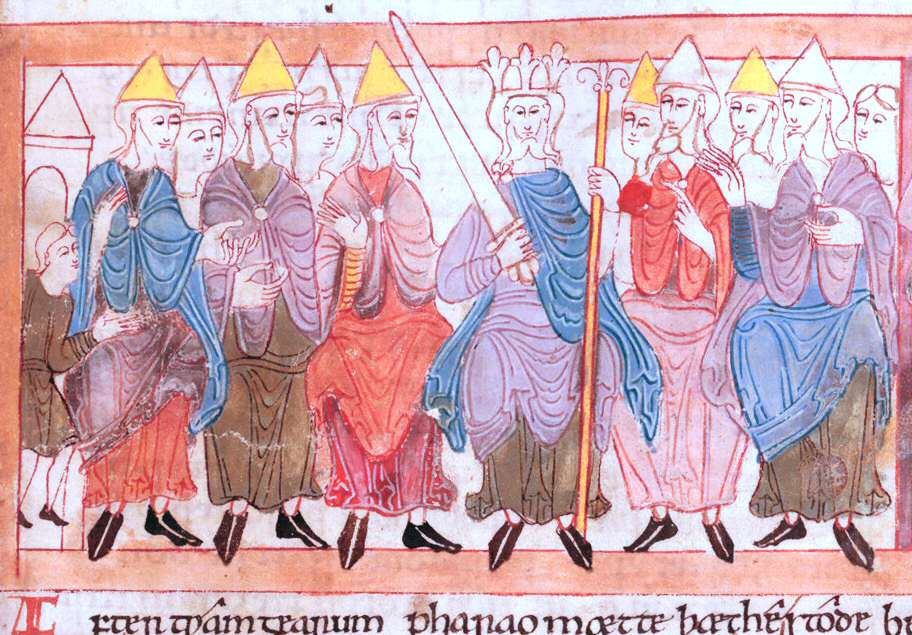
Un faraone biblico raffigurato come un re anglosassone circondato dai suoi witan (XI secolo)

Lo Witan (lett. "uomini saggi") era il consiglio del re nell'Inghilterra anglosassone da prima del VII al XI secolo. Il consiglio, composto dai principali magnati anglosassoni, sia ecclesiastici che laici, si riuniva nelle assemblee che prendono il nome di Witenagemot (/ˈwɪtɪnəjəˌmoʊt/, lett. "assemblea di uomini saggi"). La sua funzione primaria era di consigliare il re su materie come la promulgazione delle leggi, sentenze giudiziarie, approvazione di carte di trasferimento di terre, risoluzione delle contese, elezione di vescovi e arcivescovi e altre questioni di importanza nazionale. Lo witan doveva anche eleggere e approvare la nomina di un re. I suoi membri erano i nobili più importanti, tra cui ealdorman, thegn e i principali prelati.
Il consiglio degli witan ebbe origine dalle assemblee germaniche convocate per attestare le concessioni reali di terra. Prima dell'unificazione dell'Inghilterra nel IX secolo, distinte assemblee di witan furono convocate dai re dell'Essex, del Kent, di Mercia, di Northumbria, del Sussex e del Wessex. Anche dopo che il Wessex divenne la potenza dominante in Inghilterra, soppiantando gli altri regni, consigli di witan locali continuarono a riunirsi fino al 1065.
Convocati dal re (e successivamente dai conti regionali), gli witan davano pareri sull'amministrazione e sull'organizzazione del regno, occupandosi di temi come le tasse, la giurisprudenza e la sicurezza sia interna che esterna. Il consiglio degli witan era inoltre necessario per approvare la successione di ogni monarca. Il nuovo re poteva essere chiunque gli witan avessero deciso che avrebbe condotto meglio il paese, non necessariamente i discendenti del precedente monarca. I re ed i conti potevano anche essere deposti dagli witan; Sigeberht del Wessex fu deposto in questo modo nel 755, Ethelwald di Northumbria nel 765.
Il witenagemot fu per alcuni aspetti un predecessore del Parlamento d'Inghilterra, ma aveva sostanzialmente poteri differenti ed alcune limitazioni importanti, come la mancanza di procedure fisse, orari o posti per gli incontri. Il re, in quei giorni, aveva un ruolo che includeva alcune delle qualità di un presidente. Il witenagemot era così un controllo importante sul potere reale, impedendo l'autocrazia e governando durante i periodi di interregno.
Gli witan si riunivano almeno una volta all'anno e di solito più spesso. Non c'era una singola sede del witenagemot nazionale; si sa che si riunì in almeno 116 luoghi, compreso Amesbury, Cheddar, Gloucester, Londra e Winchester. Gli incontri avvenivano spesso sulle proprietà reali, ma alcuni witenagemot si riunirono all'aperto su rocce prominenti, colline, prati ed alberi famosi.
La seduta più nota del witenagemot inglese fu quella che il 5 gennaio 1066 approvò la successione al trono di Harold II d'Inghilterra a seguito della morte di Edoardo il Confessore.
Questo modo di accordarsi finì con l'invasione dei Normanni nel 1066, i quali sostituirono il witenagemot con la Curia regis ("corte del re"), che però continuò ad essere chiamata "gli witan" dai cronisti fino al XII secolo, a dimostrazione del duraturo lascito del witengamot.